# Kenardington
Kenardington es una parroquia civil y un pueblo del distrito de Ashford, en el condado de Kent (Inglaterra).

## Geografía
Según la Oficina Nacional de Estadística británica, Kenardington tiene una superficie de 7,47 km².

## Demografía
Según el censo de 2001, Kenardington tenía 210 habitantes (49,05% varones, 50,95% mujeres) y una densidad de población de 28,11 hab/km². El 20% eran menores de 16 años, el 73,81% tenían entre 16 y 74 y el 6,19% eran mayores de 74. La media de edad era de 39,18 años. Del total de habitantes con 16 o más años, el 21,43% estaban solteros, el 63,69% casados y el 14,88% divorciados o viudos.
El 94,76% de los habitantes eran originarios del Reino Unido. El resto de países europeos englobaban al 2,86% de la población, mientras que el 2,38% había nacido en cualquier otro lugar. Según su grupo étnico, el 97,18% eran blancos, el 1,41% mestizos y el 1,41% negros. El cristianismo era profesado por el 81,43%, mientras que el 8,1% no eran religiosos y el 10,48% no marcaron ninguna opción en el censo.
93 habitantes eran económicamente activos, todos ellos empleados. Había 78 hogares con residentes y ninguno vacío.